# قرار مجلس الأمن التابع للأمم المتحدة رقم 1402
قرار مجلس الأمن التابع للأمم المتحدة رقم 1402، الذي اعتمد في 30 مارس 2002، بعد الإشارة إلى القرارات 242 (1967)، 338 (1973) و‌1397 (2002) ومبادئ مدريد، إلى وقف فوري وهادف لإطلاق النار بين الإسرائيليين و‌الفلسطينيين أثناء عملية الدرع الواقي. وقد اعتمد بعد 12 ساعة من المشاورات.
أعرب مجلس الأمن عن قلقه إزاء تدهور الوضع في المنطقة، بما في ذلك التفجيرات الانتحارية في إسرائيل وهجوم على مقر رئيس السلطة الفلسطينية. وحث الجانبان علي التحرك صوب وقف إطلاق النار بصورة مجدية؛ انسحاب القوات الإسرائيلية من المدن الفلسطينية؛ والتعاون الكامل مع المبعوث الخاص أنتوني زيني وغيره في تنفيذ خطة عمل تينيت الأمنية.
المجلس أكد مجددًا مطالبته بوقف فوري لجميع أعمال العنف وأعرب عن تأييده الأمين العام كوفي أنان والمبعوثين الخاصين للشرق الأوسط للجهود الرامية إلى استئناف عملية السلام.
وقد اعتمد القرار 1402 بأغلبية 14 صوتًا مؤيدًا وخروج سوريا وعدم مشاركتها في التصويت، وهي المرة الأولى التي يقوم فيها بلد ما بذلك خلال 40 عامًا. وقال المندوب السوري أن نص القرار مشابه للقرار 1397 الذي امتنعت عنه لأنه رفض إدانة إسرائيل وتجاهل جهود الدول العربية.
لم ينفذ القرار الحالي وطالب القرار 1403 بتنفيذه.

## وصلات خارجية
- نص القرار على UNHCR.org